# Cerro Machín
Cerro Machín es una caldera volcánica de tipo anillo piroclástico con un diámetro aproximado de 2.4 km y un Índice Volcánico de Explosividad (IEV) aproximado de 6. Está ubicado sobre la Cordillera Central de los Andes Colombianos a 7 km de la cabecera municipal de Cajamarca perteneciente al Departamento del Tolima, a 17 km se encuentra la ciudad de Ibagué, capital del Departamento del Tolima y a 35 km está la ciudad de Armenia, capital del Departamento del Quindío.
Consiste en varios anillos que se intersecan, además de tres domos con alturas hasta de 2750 m s. n. m. Es considerado uno de los volcanes más peligrosos de Colombia debido a la gran cantidad de población ubicada en ciudades y pueblos dentro de su área de influencia (~ 1 millón), además de la presencia del paso de la Línea, sitio por el cual se mueve cerca del 50% del comercio colombiano. Se encuentra drenado por el río Toche y tiene influencia directa en las cuencas de los ríos Tochechito, Coello, Anaime y Bermellón, todos estos afluentes del río Magdalena.
Según estudios realizados principalmente por el Servicio Geológico Colombiano (antes Ingeominas) se ha determinado una ciclicidad en eventos de aproximadamente 800 años, caracterizados por su explosividad y abundancia de flujos piroclásticos, siendo la parte más afectada la cuenca del río Coello. Su última erupción fue en torno al año 800 AP. Existe la creencia que este volcán pudo ser el responsable del evento presentado en 1687 conocido como el Tiempo del Ruido, donde una presunta erupción con emanación de gases azufrados por un corto lapso generó pánico en los habitantes de Santa Fe de Bogotá Desde entonces no había registrado actividad alguna hasta 2000, cuando comenzó a registrar actividad sísmica. Ésta se fue intensificando con el paso de los meses: en 2004 se registraron 96 sismos, en 2005 la cifra aumentó a 316, en 2006 llegó a 787 y en 2007 la cifra ascendió a los 1014 sismos; el más fuerte se registró el 28 de diciembre, sobre los 3 grados en la escala de Richter, junto a otros 139 sismos que también se registraron ese mismo día. En 2008 el momento de mayor tensión ocurrió en noviembre, cuando se detectaron algunos sismos fuertes, sobre todo el del 9 de noviembre que causó pánico en Cajamarca, Ibagué y otras poblaciones y sectores aledaños al volcán. Esto ocasionó el desplazamiento de cerca de 450 familias residentes en el sector de la zona de influencia del volcán y en centros poblados como Toche, principalmente hacia las cabeceras de Cajamarca e Ibagué. El 23 de diciembre de 2015 se reportaron sismos por lo habitantes cercanos al volcán, información confirmada por el Servicio Geológico Colombiano (SGC).
Se estima que, de haber erupción, el material arrojado por el volcán alcanzaría entre 20 y 40 kilómetros de altura, llegando a ser visto incluso en Bogotá. También bajaría por sus laderas material caliente que represaría afluentes y ocasionaría una gran avalancha en el río Coello, afluente del río Magdalena. Todo esto podría llegar a afectar a cerca de un millón de personas en los departamentos de Tolima, Valle del Cauca, Quindío, Risaralda y Cundinamarca. 
Los posibles efectos de una erupción del Volcán Machín podrían ser incendios forestales, arrasamiento y destrucción de vegetación, cultivos, puentes y casas en las orillas de los ríos (principalmente el Coello) y daños en la electricidad, entre otros. Incluso se prevé que, de alcanzar la ceniza el río Combeima, podría quedar Ibagué sin abastecimiento de agua potable.

## Características
Dado que no todos los volcanes son iguales y este es de lo más singular, Cerro Machín, si bien no es un volcán que haya presentado actividad volcánica reciente, es un volcán activo debido a los registros de algunas pequeñas fumarolas y a los registros de sismicidad obtenidos del lugar, que han dado al estudio la característica de ser un volcán con el potencial de ser altamente explosivo, por encima del Volcán Galeras. A pesar de esta característica, esto lo sitúa como uno de los volcanes con un alto grado IEV y ser gran potencial peligro para el futuro, debido a sus pocos registros eruptivos registrados (al menos en tiempos contemporáneos), además de ser el de menor altura en Colombia (con unos 2.750 m.s.n.m.), cuya altura lo coloca en curso de potenciales avalanchas y lahares; este volcán, se confunde con la topografía del sector debido a que el centro del cráter está ocupado por varios domos donde se ha registrado actividad fumarólica, y cuyo cráter es de 2,4 km de diámetro, rodeado de una floreciente vegetación y una laguna. Estas características lo hacen prácticamente invisible para quienes no lo conocen pues aparentemente no corresponde con la imagen típica de un volcán, debido a su estado de volcán dormido, y los efectos que ha causado la vegetación en el lugar, así como los procesos geomofológicos que han actuado en el ocultamiento del volcán. 
Por lo general, se considera que un volcán activo, es aquel que ha tenido al menos, una erupción en los últimos 10 000 años. De los pocos registros geológicos que se han obtenido, al menos se ha estimado seis episodios eruptivos durante el Holoceno (cuatro plinianos y dos por colapso de domos, tal como se evidencia en parte la marca dejada por el domo más reciente) y cuyas edades han sido calculadas a partir de la madera carbonizada: 5.000, 4.800-4.300, 3.600, 2.500, 1.200 y 800 AP. En general, estos episodios se han caracterizado por producir columnas eruptivas de varias decenas de kilómetros de altura que depositaron capas de ceniza de varias decenas de centímetros llegando a zonas cercanas al emplazamientos donde se ubica la actual ciudad de Armenia, además, flujos piroclásticos de centenares de metros de espesor que rellenaron los valles de los ríos que drenan el volcán (depósitos de oleada piroclástica e ignimbritas) y flujos de lodo volcánico (también llamados 'lahares') que alcanzaron a llegar hasta el río Magdalena formando enormes abanicos aluviales en las zonas de Chicoral, Espinal, Guamo y Saldaña".
Los domos corresponden a dacitas de textura porfirítica, con cuarzo, plagioclasa, hornblena y biotita. La presencia de la biotita es la firma característica del Machín y permite diferenciarla de otros productos asociados a los volcanes cercanos (Volcán Nevado del Quindío, Volcán Nevado del Tolima, Volcán Nevado del Ruiz, etc).
Un cálculo fácil indica que, en términos geológicos, se prevé una nueva erupción, que podría suceder en cualquier momento. Otras manifestaciones de actividad volcánica son: la presencia de fumarolas, microsismicidad permanente, aguas termales dentro y en las cercanías del cráter, geoformas del edificio volcánico bien conservadas y mayor presencia de gas radón en el sector.
Las primeras referencias a la existencia del volcán Machín se deben al geólogo alemán Friedlaender (1927)[cita requerida] quien fue informado de su existencia gracias a un habitante aledaño quien lo descubrió. Desde un principio, el volcán fue catalogado como un volcán-somma o pliniano, que es el nombre técnico que se da a un grupo determinado de volcanes explosivos, precisamente los que tienen una mayor IEV de peligrosidad por la dimensión y características de sus erupciones.
De este mismo tipo han sido catalogadas las erupciones de volcanes como el Krakatoa, el Bezymianny, el Vesubio, o el Monte Santa Helena entre otros. El registro de anteriores erupciones indica que siempre han sido explosivas, muy fuertes y potentes, cubriendo con material un territorio amplio en los departamentos de Tolima, Quindío, Risaralda, Valle del Cauca y Cundinamarca.

## Actividad volcánica

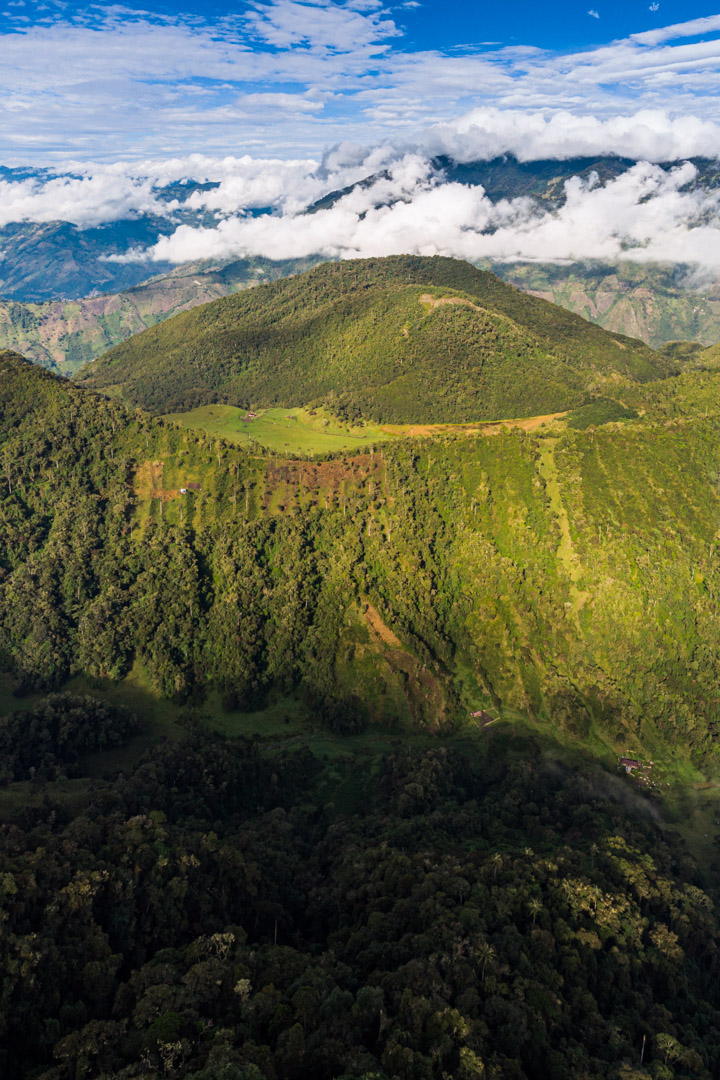
Cerro Machín. Se observa el borde del cráter y los dos domos dacíticos.

El volcán Machín ha adquirido notoriedad en los últimos años debido a la inusual actividad sísmica que se presenta en el edificio volcánico y sus alrededores. Esto se está registrando desde finales del año 1998 pero se ha incrementado dramáticamente en los últimos meses. En diciembre de 2007 ocurrieron 381 pequeños temblores, en enero de 2008 fueron 492, en febrero 162, en marzo 80, en abril 747 y en mayo 437. Buena parte de esos microsismos tiene su origen en ruptura o quiebre de estructuras geológicas al interior del volcán y eso es lo preocupante. Hay otros indicios de actividad volcánica como el aumento en la actividad fumarólica, cambios en las emanaciones de gas Radón y posibles deformaciones en uno de los domos que obstruye el cráter del volcán. El 23 de diciembre de 2015 se reportaron sismos por los habitantes cercanos al volcán, información confirmada por el Servicio Geológico Colombiano (SGC).
Asimismo, dado que el volcán cubre un área aproximada de unos 240 kilómetros cuadrados, de los cuales se encuentra de su área de peligrosidad, los centros poblados de Cajamarca, Anaime, el Corregimiento de Coello, Toche y Tapias, siendo las regiones que más cerca se encuentra a las faldas del volcán.

## El volcán y el paso de la "Línea"

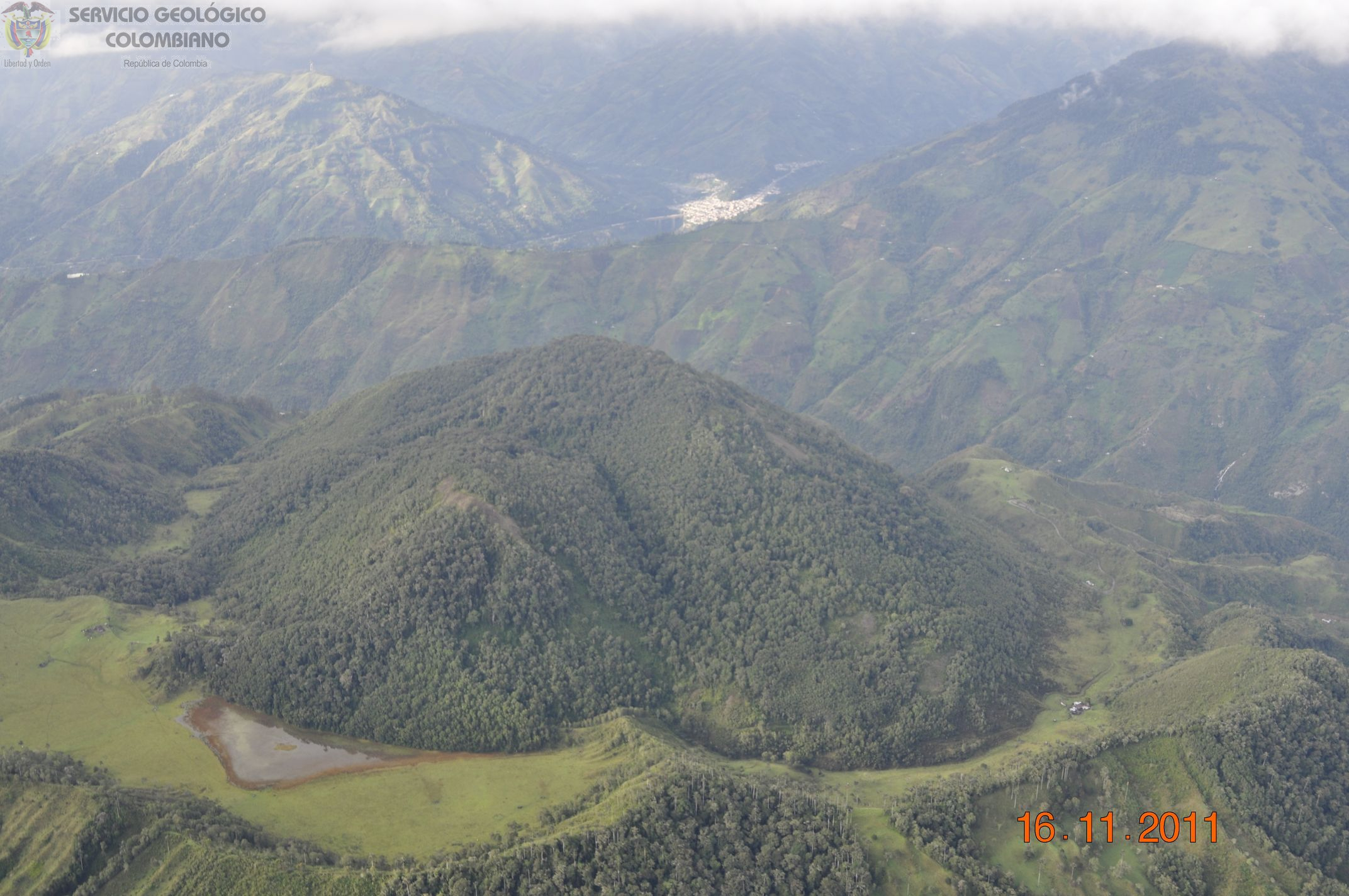
Volcán Cerro Machín y de fondo el casco urbano de Cajamarca.

La cercanía del volcán Machín a la carretera que une al centro con el occidente del país, denominado el paso de "La Línea", es otro aspecto característico punto en común con el volcán por su ubicación estratégica y geográfica. De acuerdo al informe investigativo de Ingeominas de 1999, denominado ("El Volcán Cerro Machín, La Prevención de desastres y el Ordenamiento Territorial") se puede describir lo siguiente en uno de sus apartados: "Las políticas de ordenamiento territorial deberían tener en cuenta la actividad del volcán Machín en temas como densidad de población y localización de obras de infraestructura estratégica para el país, tales como la comunicación entre el centro (Región Andina) y el occidente (el Pacífico)."[cita requerida]

### Impacto en la región
En el año 2005 se iniciaron las obras del túnel de "La Línea" y en el Estudio de Impacto Ambiental, elaborado por la firma Gómez Cajiao y Asociados, ni siquiera se nombra al volcán Machín como posible amenaza para el mismo, ni siquiera como algo de importancia en el contexto de la obra. Y el gobierno ha insistido en hacer allí el túnel, a pesar de las oportunas recomendaciones de Servicio Geológico Colombiano (SGC). Esto es inadmisible por varias razones.[cita requerida]
En primer lugar porque con la modernización de la carretera y la construcción del túnel se incrementarán las actividades económicas en la región y, en consecuencia, aumentará la población en Ibagué, Cajamarca,  Anaime, Calarcá, Armenia y a todo lo largo del eje de la vía. En otras palabras, estamos invitando a decenas de miles de personas más a vivir en una zona de grave amenaza volcánica y eso contradice el buen criterio de prevenir los desastres.[cita requerida]
En segundo lugar, al insistirse que en el paso de la cordillera por este lugar, se han documentado varios errores: una de los problemas más conocidos es acerca del desarrollo territorial colombiano, el cual se critica la excesiva concentración de población y de la infraestructura económica en un espacio reducido del territorio nacional (en lo que anteriormente se le conocía como el "triangulo de oro"), mientras que el resto de la región, permanece con poca o nula población. Dada las condiciones de la geografía de la región, se han propuesto (aún es necesario hacerlo) crear un paso que permitiese acceder hacia otras regiones para la población y a la actividad económica. El sector de "La Línea", sigue siendo el único obligado de la región en la Cordillera Central para el desarrollo económico del país, dada a su cercanía al Cerro volcánico. En caso de una erupción, se tiene conocimiento que este acceso en la región sería susceptible a desaparecer permanentemente, dejando obstruido y sin acceso al corredor que conecta el túnel de "La Línea" dejándolo inaccesible y sin comunicación, entre el centro del país y los corredores económicos como el Puerto de Buenaventura y demás accesos costeros, con consecuencias desastrosas para la economía nacional.[cita requerida]